# Steamboat Geyser
Steamboat Geyser er verdens højeste aktive gejser beliggende  i Yellowstone National Park i Wyoming, USA. Under større udbrud sender den kogende vand mere end 90 meter op i luften.
Waimangu gejseren i New Zealand var tidligere den gejser i verden, der havde de højeste udbrud (op til ca. 500 meter), men siden et jordskred i 1904 ændrede grundvandsspejlet, har gejseren ikke været i udbrud. 
Steamboat Geyser, der ligger i 2300 meters højde, er en del af Norris Geyser Basin i Yellowstone National Park. Gejseren er forsat aktiv og har både større og mindre udbrud. 
Et større udbrud varer mellem 3 og 40 minutter og efterfølges typisk af kraftige udblæsninger af damp i mellem 24 og 48 timer efter udbruddet. Samtidigt tømmes den nærliggende varme kilde, Cistern Springs, næsten helt for vand, men efter nogle dage vender vandet tilbage til denne kilde. Mellem de kraftige udbrud forekommer mindre udbrud, hvor vandet sprøjtes fra 3 til 12-13 meter op i luften. 
Desværre er gejseren meget uregelmæssig. Intervallerne mellem de større udbrud har ligget fra tre dage til 50 år. Den eneste indikation på, at et udbrud er forestående, er, at en kilde lidt højere oppe ad skråningen begynder at få kraftige, regelmæssige udbrud på op til 10 meter, samtidig med at vandudstrømningen fra denne kilde øges.

## Seneste udbrud
Steamboat Geysers seneste udbrud fandt sted den 3. september 2019. 
I 2018 trådte Steamboat Geyser ind i en meget mere aktiv periode med nu 65 udbrud registreret mellem 15. marts 2018 og 27. august 2019, hvoraf 32 skete i 2018. Hermed blev rekorden fra 1964 med 29 større udbrud på et kalenderår slået, men allerede den 27. august 2019 blev rekorden slået igen, da gejseren havde årets 33. større udbrud.